# Manuel Uribarri Barutell
Manuel Uribarri Barutell   (Burjassot, 23 de novembre de 1896 - Veracruz, 6 d'octubre de 1962) també anomenat Manuel Uribarry fou un oficial de la Guàrdia Civil valencià, notable per la seva intervenció en la Guerra Civil en el camp republicà.

## Biografia
En esclatar la Guerra Civil, Uribarri era capità de la Guàrdia Civil. També pertanyia a la maçoneria i al PSOE. El 19 de juliol de 1936, Uribarri va ser nomenat comandant militar del comitè de vaga creat per les organitzacions obreres de València, que havien declarat la vaga general. Com a tal, va ser el responsable d'organitzar i instruir a les milícies de València.

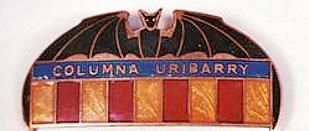
Insignia de la Columna Uribarri, fortament basada en l'escut del València CF.

A principis d'agost, Uribarri va organitzar una columna d'uns tres-cents milicians, guàrdies civils, d'assalt i carabiners per a col·laborar amb la columna organitzada pel capità Alberto Bayo des de Barcelona per prendre l'illa de Mallorca. L'expedició va sortir de València el 7 d'agost. Abans del fracàs del desembarcament de Mallorca, la columna Uribarri va prendre Formentera i va col·laborar en la presa d'Eivissa. No obstant això, la falta d'entesa entre Bayo i Uribarri sobre qui estava al comandament de l'expedició va fer que aquest últim tornés a València, acusant Bayo d'haver assumit funcions que no li eren pròpies en nom de la Generalitat de Catalunya. Després d'aquests fets, Uribarri va lluitar en diversos fronts de guerra arribant a tinent coronel. El primer d'ells va ser el d'Extremadura, al comandament de la "columna fantasma", sense que la seua participació fos capaç de frenar a l'exèrcit d'Àfrica, que es va situar a les portes de Talavera. En desembre del 36, la "columna fantasma" esdevé la base de la 46 Brigada Mixta, de la que Uribarri seria cap i Josep Castanyer comissari.
A principis de 1938 va ser nomenat cap del Servei d'Informació Militar (SIM) pel ministre de Defensa, Indalecio Prieto. No obstant això, el 22 d'abril d'aquest any va fugir a França, al·legant diferències irreconciliables amb el president del govern, Juan Negrín, i amb els comunistes. D'aquí va passar a Cuba on va col·laborar en diverses organitzacions de l'exili republicà, entre elles, en la dècada de 1950, l'Agrupació Socialista Espanyola a Cuba. Azaña va assenyalar en les seves memòries que Uribarri s'hauria apropiat de diners abans d'escapolir-se a Perpinyà. El mateix va indicar el general Rojo. En el seu moment, l'ambaixada de la República Espanyola a Cuba també el va acusar de desertor i d'haver-se apropiat de fons. No obstant això, Jorge Domingo, en la seua obra sobre l'exili republicà a Cuba, afirma que aquestes acusacions no serien certes, del que donaria prova les dificultats econòmiques que va viure a Cuba, la seva acceptació en les organitzacions de l'exili republicà i els seus contactes amb Gordón Ordás i Indalecio Prieto quan aquests van visitar l'illa. Les acusacions serien més aviat fruit del seu caràcter arrogant i d'una campanya comunista davant les seues acusacions contra ells. Va morir en la pobresa a l'exili.

## Escrits
Durant el seu exili, Uribarri va escriure tres llibres descrivint les seves experiències en la Guerra Civil i pretenent exculpar-se de les acusacions que en la seva missió capdavant del SIM havia fet Negrín: La quinta columna española. Revelaciones sensacionales. Tomo I (1943), La quinta columna española. El SIM de la República. Tomo II (1943) i El triunfo de la traición. En ells, s'hi mostrava igualment contrari al cop militar que va desencadenar la Guerra Civil i a la participació comunista, incloent també informació sobre les seves accions al comandament del servei de seguretat republicà.